# Délégation du gouvernement dans les îles Baléares
La délégation du gouvernement dans les îles Baléares est un organe du ministère de la Politique territoriale. Le délégué représente le gouvernement de l'Espagne dans la communauté autonome des îles Baléares.

## Structure

### Siège
Le siège de la délégation du gouvernement dans les îles Baléares se situe au 4 de la rue de la Constitution à Palma dans l'île de Majorque.

### Sous-délégations
Le délégué du gouvernement dans la communauté autonome des îles Baléares est assisté de deux directeurs insulaires. Il existe une direction insulaire à Minorque et à Ibiza-Formentera :
- direction insulaire à Minorque (Plaza Miranda, 22, 07701- Port Mahon) ;
- direction insulaire à Ibiza-Formentera (Paseo marítimo Juan Carlos I, 2da. pta. Casa del Mar, 07800- Ibiza).

## Titulaires
| Délégués | Délégués                     | Dates du mandat | Dates du mandat | Parti |
| -------- | ---------------------------- | --------------- | --------------- | ----- |
|          | Carlos Martín Plasencia      | 25/07/1984      | 25/01/1989      | PSOE  |
|          | Gerardo Garcia Franco        | 31/01/1989      | 18/05/1996      | PSOE  |
|          | Catalina Cirer Adrover       | 18/05/1996      | 01/02/2003      | PP    |
|          | Miguel Ángel Ramis Socías    | 01/02/2003      | 01/05/2004      | PP    |
|          | Ramón Antonio Socías Puig    | 01/05/2004      | 31/12/2011      | PSOE  |
|          | José María Rodríguez Barberá | 31/12/2011      | 21/07/2012      | PP    |
|          | Teresa Palmer Tous           | 21/07/2012      | 21/05/2016      | PP    |
|          | Maria Salom                  | 19/11/2016      | 19/06/2018      | PP    |
|          | Rosario Sánchez Grau         | 19/06/2018      | 06/07/2019      | PSOE  |
|          | Aina Calvo                   | 12/02/2020      | 06/12/2023      | PSOE  |
|          | Alfonso Luis Rodríguez Badal | 13/12/2023      | En fonction     | PSOE  |